# Saray Mulk Khanum
Saray Mulk Khanum, född 1341, död 1408, var en timuridsk kejsarinna. Hon var gift med Timur Lenk (regent 1370-1405). 
Hon var dotter till Qazan Khan ibn Yasaur, khan av Tjagataikhanatet. Hon gifte sig med Timur Lenk 1370. Timur hade flera hustrur, men hon omtalas som hans favorit. Till skillnad från hur det normalt var vid muslimska hov, hade hon titeln kejsarinna (khanum) på grund av dynastins mongoliska förflutna, trots att en sådan titel egentligen inte ingick i muslimsk kultur. Hon tilläts också visa sig för utländska besökare och levde inte i haremsegregering. Timur uppges ha talat om politik med henne och tagit emot hennes råd i politiska frågor. 